# Hass hilft
Hass hilft | die unfreiwillige Spenden-Aktion (Eigenschreibweise: HASS HILFT oder HassHilft) ist eine vom Zentrum Demokratische Kultur (ZDK) gGmbH betriebene Aktion, bei welcher für jeden in sozialen Netzwerken getätigten Hassaufruf mit Hilfe von Sponsoren ein Euro jeweils zur Hälfte an die Aktion Deutschland Hilft und Exit-Deutschland gespendet wird, was eine komplette Umkehr der ursprünglichen Intention des Kommentars zur Folge hat.

## Geschichte
Anlässlich der alljährlichen, mit dem Rudolf-Heß-Gedenkmarsch verbundenen Veranstaltung in Wunsiedel demonstrierten am 15. November 2014 zahlreiche Neonazis. In diesem Zusammenhang wurden ohne Wissen der Beteiligten für jeden gelaufenen Meter zehn Euro an Exit-Deutschland gespendet. Auf diesem Wege kamen mit Hilfe von Sponsoren 10.000 Euro zusammen. Dieses Vorgehen kommt seitdem im Rahmen der Aktion Rechts gegen Rechts regelmäßig zum Einsatz.
Im Zusammenhang mit der Flüchtlingskrise in Deutschland ab 2015 und der damit zusammenhängenden Rezeption in den sozialen Netzwerken, welche bei einigen Kommentatoren offenen Hass zutage förderte, wurde die Aktion mit der Unterstützung von Facebook institutionalisiert. Seither wird von Sponsoren für jeden Hasskommentar ein Euro gespendet.

## Finanzierung
Unterstützt wird das Projekt von Facebook. Die momentanen Unterstützer und Sponsoren sind der FC St. Pauli, Sky Deutschland, bigFM, brand eins, fisch+fleisch, Sofortüberweisung, CelleHeute, Four Minutes Filmproduktion, Wood Water Film, Moritz Verlag, Gewerkschaft Erziehung und Wissenschaft (GEW), Azimo, Knackscharfrent und formundraum. Neben Direktspenden werden auch Spenden aus Provisionen von Onlineeinkäufen via Bildungsspender generiert.

## Unterstützer
Zu den Unterstützern von Hass hilft zählen der Regisseur Chris Kraus, der Schauspieler Steffen Schroeder, der Autor Tobias Garzke und Thomas Spitzer.

## Rezeption
Hass Hilft fand eine durchweg positive Resonanz in zahlreichen Medien.

## Preise
Hass hilft wurde mehrfach ausgezeichnet u. a. erhielt die Aktion folgende Preise und Auszeichnungen:
- 2016 The BOBs Awards – Best of Online Activism in der Kategorie “Social Change”

- 2016 One Show NY
- 2016 Politikaward
- 2016 New Media Award
- 2016 The RAN Collection of Approaches and Practices